# BESS (експеримент)

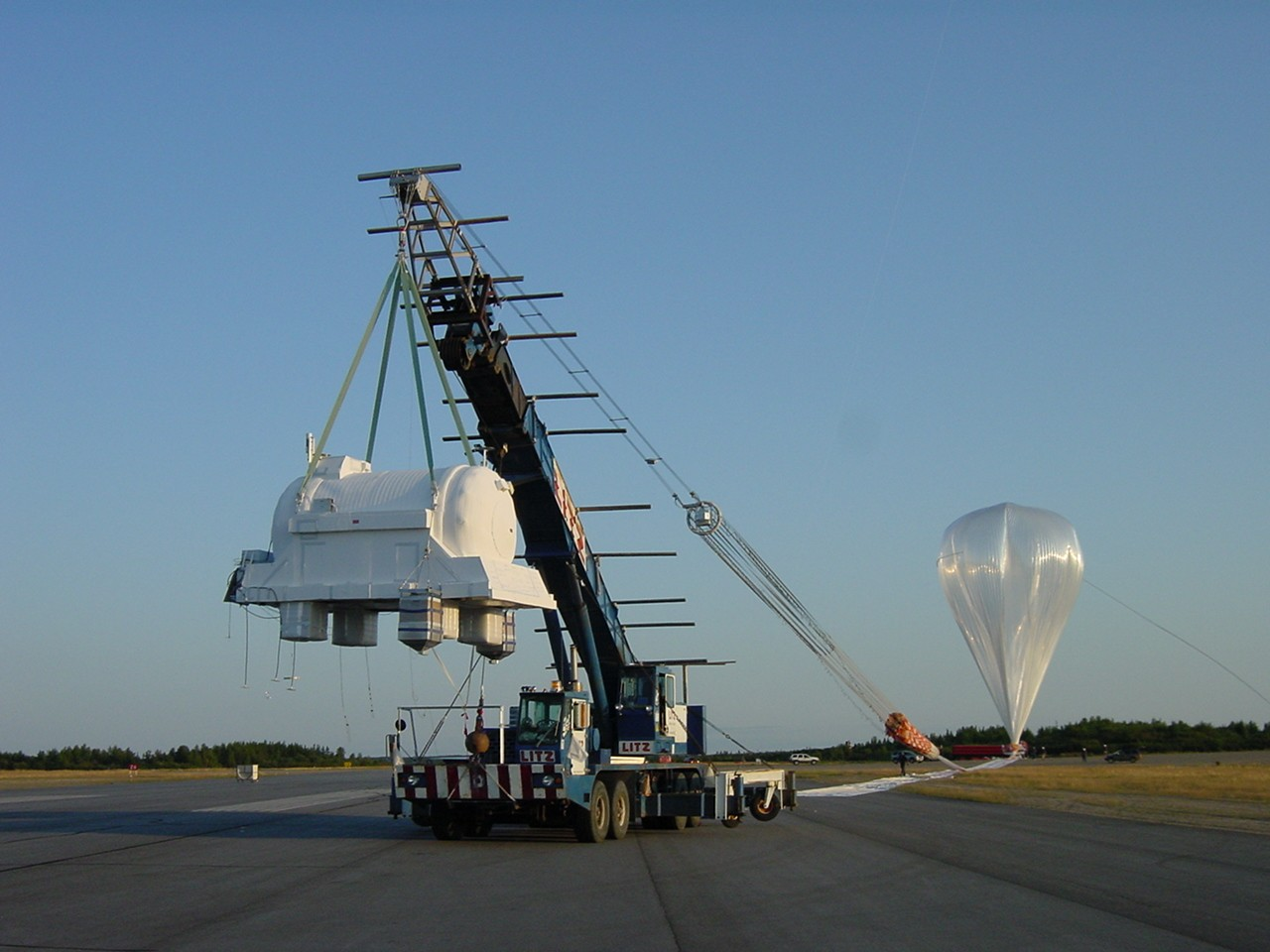
BESS готується до старту з озера Лінн у Манітобі, Канада, у 2002 році

BESS (англ. Balloon-borne Experiment with Superconducting Spectrometer, експеримент з надпровідним спектрометром на повітняній кулі) — спільний японсько-американський проєкт з реєстрації античастинок у космічних променях за допомогою датчика, піднятого на повітряній кулі.
Детектором частинок слугує магнітний спектрометр, здатний розрізняти типи електрично заряджених частинок.
Серія експериментів розпочалася в 1993 році, а пізніша версія BESS-Polar облетіла Антарктику з 13 по 21 грудня 2004 року.
Експериментом керують Лабораторія астрофізики високих енергій Центру космічних польотів імені Ґоддарда (США) та KEK (Японія).